# Il tempio del Sole
Il tempio del sole (The Skeleton Key), può essere considerato il settimo libro della serie Sigma Force scritto dall'autore James Rollins nel 2011. Romanzo del genere avventura e techno-thriller, in Italia è stato pubblicato da Editrice Nord nel 2013.

## Trama
È un romanzo breve centrato interamente su Seichan che si ritrova in un hotel di Parigi, drogata, rapita e messa sotto controllo con un collare. Questo strano gioiello è un rilevatore GPS che le trasmette una potentissima scarica elettrica ogni volta che prova a rimuoverlo. La sua avventura e liberazione è trovare Gabriel Beaupré, il figlio della persona che l'ha sequestrata, svanito nel nulla pochi giorni prima.
Una solita missione quasi di routine per Seichan, se non fosse che Gabriel è il braccio destro di Luc Vennard, il leader dell'Ordine del Tempio del Sole, che intende distruggere Parigi per purificare la città. Le ultime tracce di Gabriel, infatti sono state quelle che lo conducono nella preparazione di un attentato insieme con gli altri membri della setta nel sottosuolo di Parigi, il mondo labirintico e sotterraneo dove il pericolo si nasconde dietro ogni angolo.

## Edizioni
- James Rollins, Il tempio del sole, traduzione di G. Di Tolle, collana Narrativa Nord, Nord, 2013,  p. 69, ISBN 978-88-429-2447-0.